# Benoît Virole
Pour les articles homonymes, voir Virole.
 (août 2012).
Si vous disposez d'ouvrages ou d'articles de référence ou si vous connaissez des sites web de qualité traitant du thème abordé ici, merci de compléter l'article en donnant les références utiles à sa vérifiabilité et en les liant à la section « Notes et références ».
Benoît Virole, docteur en psychopathologie, docteur en sciences du langage, est né le 19 janvier 1957 à Boulogne (Seine).
Il exerce une carrière à la fois en clinique et en recherche, et a eu un double parcours en clinique et dans l'industrie. 
Après avoir travaillé dans le champ de la surdité, son champ de recherche concerne en partie les liens entre psychanalyse, sciences cognitives et sciences de la complexité. Il a également contribué au développement de la cyberpsychologie et a jeté les bases de l'utilisation psychothérapeutique des mondes virtuels (jeux vidéo). En utilisant les approches des sciences de la complexité, il a proposé un modèle intégratif des troubles du spectre autistique. 
Il écrit également des romans et des essais en sciences humaines.

## Publications
- Guerre et Littérature - Les Sombres bords, L'Harmattan, 2020.
- Catastrophes de l'inconscient, édition Baghera, 2019
- Éloge de la pensée autiste, Editions scientifiques, Gordon and Breach, 2015
- La complexité de soi, Charielleditions, 2011.
- cyberpsychologie, (avec Adrian Radillo), Dunod, 2010.
- Surdité et Sciences Humaines, L'Harmattan, 2009.
- Shell, Roman, Hachette, 2007.
- Psychopathologie et complexité, Pour un modèle unitaire de la schizophrénie, Éditions scientifiques, Gordon and Breach, 2005.
- Du bon usage des jeux vidéo et autres aventures virtuelles, Hachette Littératures, 2003.
- L’enchantement Harry Potter – Psychologie de l’enfant nouveau, Hachette Littératures, 2001.
- Le voyage intérieur de Charles Darwin - Une étude psychanalytique, EAC, 2000.
- Psychologie de la surdité, Éditions DeBoeck, Bruxelles, Paris, 1996, deuxième édition augmentée, 2000.
- Sciences cognitives et psychanalyse, Presses Universitaires de Nancy, 1995.
- Figures du silence, Éditions Universitaires, 1990.